# 莫里斯 (喬治亞州)
莫里斯（英語：Morris）是位於美國喬治亞州奎特曼縣的一個非建制地區。該地的面積和人口皆未知。

## 地理
莫里斯的座標為31°47′40″N 84°56′47″W / 31.79444°N 84.94639°W，而該地的平均海拔高度為76米（即249英尺）。